# Elektrischer Verteiler

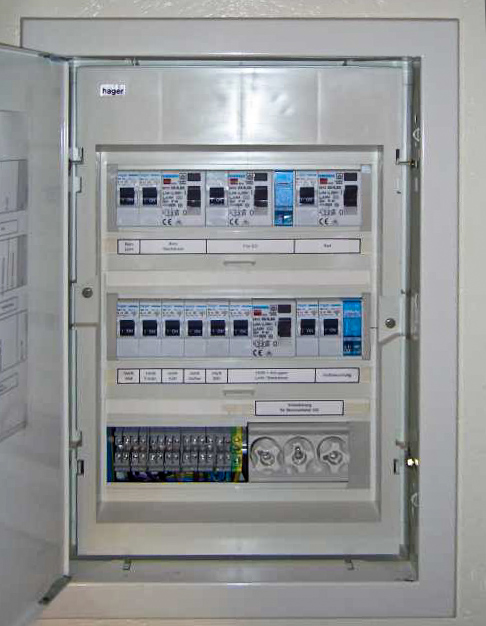
Einbaugruppenverteilung mit Tür

Ein elektrischer Verteiler, Stromkreisverteiler oder Unterverteiler, umgangssprachlich auch Verteilerkasten oder Sicherungskasten und im Fachjargon auch kurz Verteilung genannt, ist ein heute meist verschließbarer Kasten, in dem Sicherungs- und Schaltelemente zur Verteilung von elektrischer Energie im Bereich des Niederspannungsnetzes untergebracht sind. Er befindet sich in praktisch jedem elektrifizierten Gebäude.
Mit Größe und elektrotechnischer Ausstattung des Gebäudes variieren auch Größe und Anzahl der Verteilungen. Man unterscheidet Haupt-, Unter- und Gruppenverteilung. Für Baustellen gibt es Baustromverteiler und für ortsveränderliche Anwendungen den CEE-Stromverteiler.

## Aufbau
Verteiler sind in Deutschland nach DIN 43880 standardisiert. Die Norm legt eine Teilungseinheit (TE, auch Modul genannt) von 18 mm fest. Die Höhe der Geräte bemisst sich nach dem Maximalstrom und wird in drei Gruppen eingeteilt. Ein Verteiler bietet eine bis meist mehrere Installationsreihen (Hutschienen). Der vertikale Abstand der Installationsreihen beträgt 150 mm. Dieser vertikale Abstand kann bei Bedarf, wenn zum Beispiel große Kabelquerschnitte zu verbauen sind, um Vielfache von 25 mm vergrößert werden. Die Kapazität eines Kleinverteilers wird als Anzahl der Teilungseinheiten angegeben. So beschreibt die Angabe 4×12 TE einen vierreihigen Verteilerschrank mit 48 Plätzen.
Von Verteilern führen elektrische Leitungen entweder direkt zu den Verbrauchsstellen, zum Beispiel zu einer Elektroherd-Anschlussdose, zu einem Durchlauferhitzer, zu einer Steckdose, zu einem Beleuchtungskörper oder zum nächsten untergeordneten Verteiler.
Die Installation der elektrischen Anlage und somit auch der Verteiler richtet sich für Privathaushalte und die meisten Betriebe vornehmlich nach der DIN-VDE-Normen Teil 1: Bestimmungen für das Errichten von Starkstromanlagen mit Nennspannungen bis 1000 V.
In diesem Zusammenhang sind für die Verteilung interessant die DIN VDE 0100-520: Errichtung elektrischer Betriebsmittel – Kabel, Leitungen und Stromschienen und -530: Errichtung elektrischer Betriebsmittel – Schalt- und Steuergeräte
(Stand: 05/2008).

## Verteilereinbauten

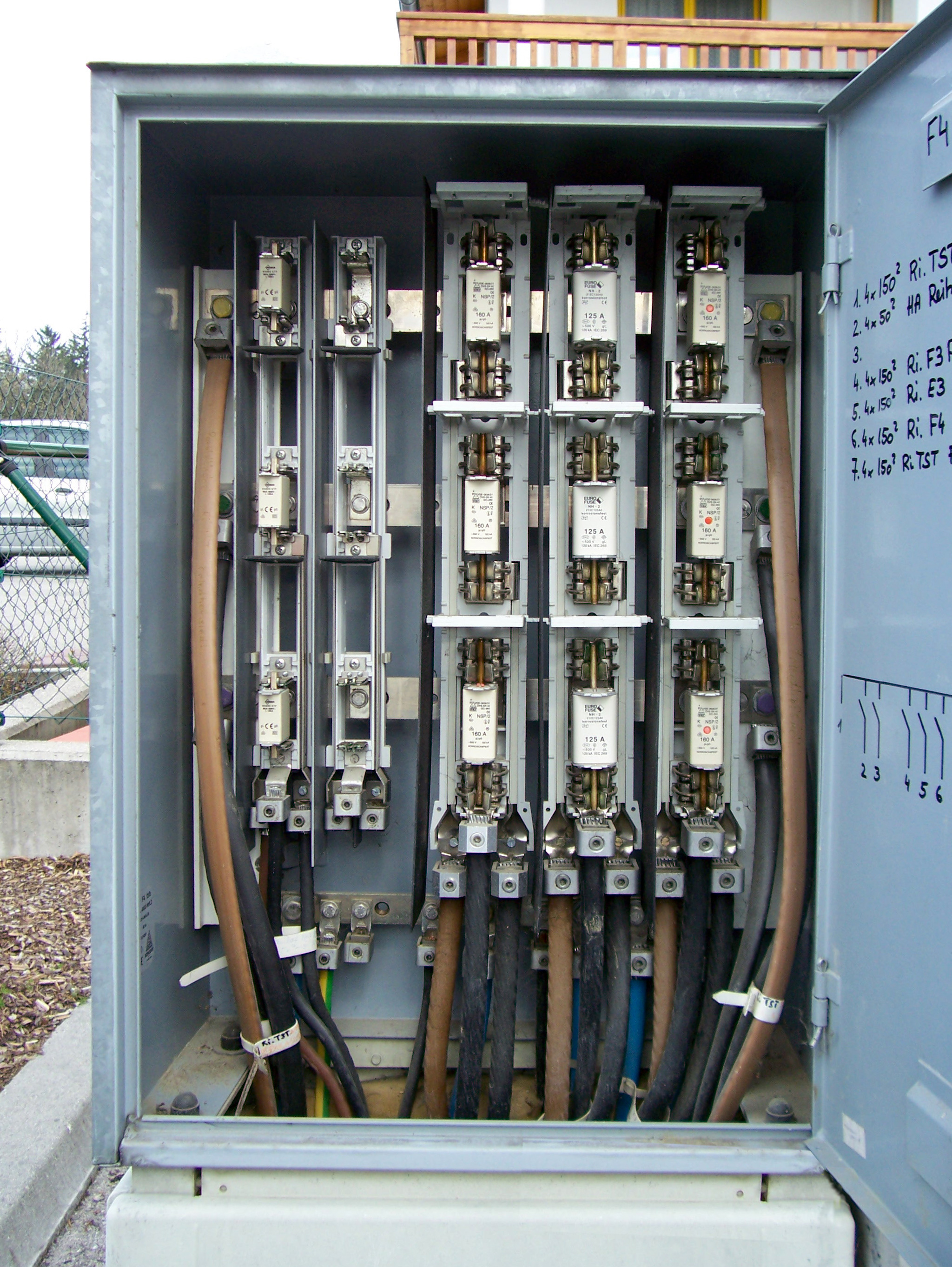
Straßenverteilung in der Öffentlichen Stromversorgung (NH-Sicherungsverteiler)

In einer Verteilung können verschiedene elektrische Bauelemente eingebaut sein, wie:
- Reihenklemmen
- Leitungsschutzschalter (LS-Schalter)
- Fehlerstrom-Schutzschalter (RCD-Schutzschalter, auch als FI-Schutzschalter bezeichnet)
- Fehlerlichtbogen-Schutzeinrichtung (Brandschutzschalter AFDD)
- Beleuchtungstransformatoren
- Klingeltransformator
- Meldeleuchten
- Messwandler
- Relais
- Schalter
- Schmelzsicherungen
- Schütze
- Schutzkontaktsteckdosen
- Selektiver Leitungsschutzschalter
- Speicherprogrammierbare Steuerungen und andere Automationskomponenten
- Stromstoßschalter
- Treppenlicht-Zeitschalter
- Überspannungsableiter
- Zeitschaltuhr

Diese Bauelemente sind in der Regel auf Tragschienen befestigt.
Weitere Bauelemente sind:
- Rundsteuerempfänger
- Sammelschiene
- Stromzähler
- DFÜ-Systeme: WLAN, LAN, Mobilfunk, Bluetooth, KNX etc.

Typischer Platzbedarf von Einbaugeräten in TE (17,5–18 mm) bei Ein- / Mehrfamilienhäusern
| Einbaugerät für Hut- / Tragschiene                         | Spezifikation                        | TE    |
| ---------------------------------------------------------- | ------------------------------------ | ----- |
| Leitungsschutzschalter                                     | 1-polig 6 A bis 63 A (6 kVA & 10 kA) | 1     |
| Leitungsschutzschalter                                     | 2-polig 6 A bis 63 A (6 kVA & 10 kA) | 2     |
| Leitungsschutzschalter                                     | 3-polig 6 A bis 63 A (6 kVA & 10 kA) | 3     |
| Leitungsschutzschalter                                     | 1-polig 80 A bis 125 A (15 kA)       | 1,5   |
| Leitungsschutzschalter                                     | 2-polig 80 A bis 125 A (15 kA)       | 3     |
| Leitungsschutzschalter                                     | 3-polig 80 A bis 125 A (15 kA)       | 4,5   |
| SLS-Schalter (Selektiver Leitungsschutzschalter)           | 1-polig 16 A bis 63 A (25 kA)        | 1,5   |
| SLS-Schalter (Selektiver Leitungsschutzschalter)           | 3-polig 16 A bis 63 A (25 kA)        | 4,5   |
| Sicherungssockel für Schraubsicherungen                    | D01 (NEOZED) 1-polig 16 A            | 1,5   |
| Sicherungssockel für Schraubsicherungen                    | D01 (NEOZED) 3-polig 16 A            | 4,5   |
| Sicherungssockel für Schraubsicherungen                    | D02 (NEOZED) 1-polig 63 A            | 1,5   |
| Sicherungssockel für Schraubsicherungen                    | D02 (NEOZED) 3-polig 63 A            | 4,5   |
| Sicherungssockel für Schraubsicherungen                    | D03 (NEOZED) 3-polig 100 A           | 7,5   |
| Sicherungssockel für Schraubsicherungen                    | DII (DIAZED) 1-polig 25 A            | 2,33  |
| Sicherungssockel für Schraubsicherungen                    | DIII (DIAZED) 1-polig 63 A           | 2,7   |
| FI-Schutzschalter (Fehlerstrom-Schutzschalter)             | 2-polig 25 A bis 63 A (30 mA)        | 2     |
| FI-Schutzschalter (Fehlerstrom-Schutzschalter)             | 4-polig 25 A bis 63 A (30 mA)        | 4     |
| Taster / Schalter Hilfsschalter                            | 1-polig 6 A                          | 0,5   |
| Taster / Schalter Hilfsschalter                            | 1-polig 10 A – 16 A                  | 1     |
| Taster / Schalter mit Signal                               | 1- bis 2-polig Öffner / Schließer    | 1     |
| Signalleuchte                                              | 1- bis 3-fach (LED)                  | 1     |
| Signalgeber                                                | Summer / Klingel                     | 1     |
| Einbauschukosteckdose                                      |                                      | 2,5   |
| Leistungsregler elektronisch für Tastschalter (Ferndimmer) | 240 V / 300 W für Hochvoltlampen     | 1     |
| Leistungsregler elektronisch für Tastschalter (Ferndimmer) | 240 V / 500 W für Hochvoltlampen     | 2     |
| Leistungsregler elektronisch für Tastschalter (Ferndimmer) | 240 V / 1000 W für Hochvoltlampen    | 5     |
| Leistungsregler elektronisch für Tastschalter (Ferndimmer) | 12 V bis 5 A für Halogen             | 3     |
| Leistungsregler elektronisch für Tastschalter (Ferndimmer) | 12 V bis 5 A für LED                 | 3     |
| Stromstoßschalter                                          | 1- & 2-polig                         | 1     |
| Relais / Zeitsteuerung Treppenhausautomat (elektronisch)   | 1-polig                              | 1     |
| Relais / Zeitsteuerung Treppenhausautomat (elektronisch)   | mehrpolig                            | 2–4   |
| Leistungsschütz                                            | 3-polig                              | 3     |
| Klingeltransformator                                       | 230 V auf 6 / 8 / 12 V               | 4 (2) |
| Überspannungsschutz                                        | 2-, 3- oder 4-polig                  | 2–4   |

## Hauptverteilung

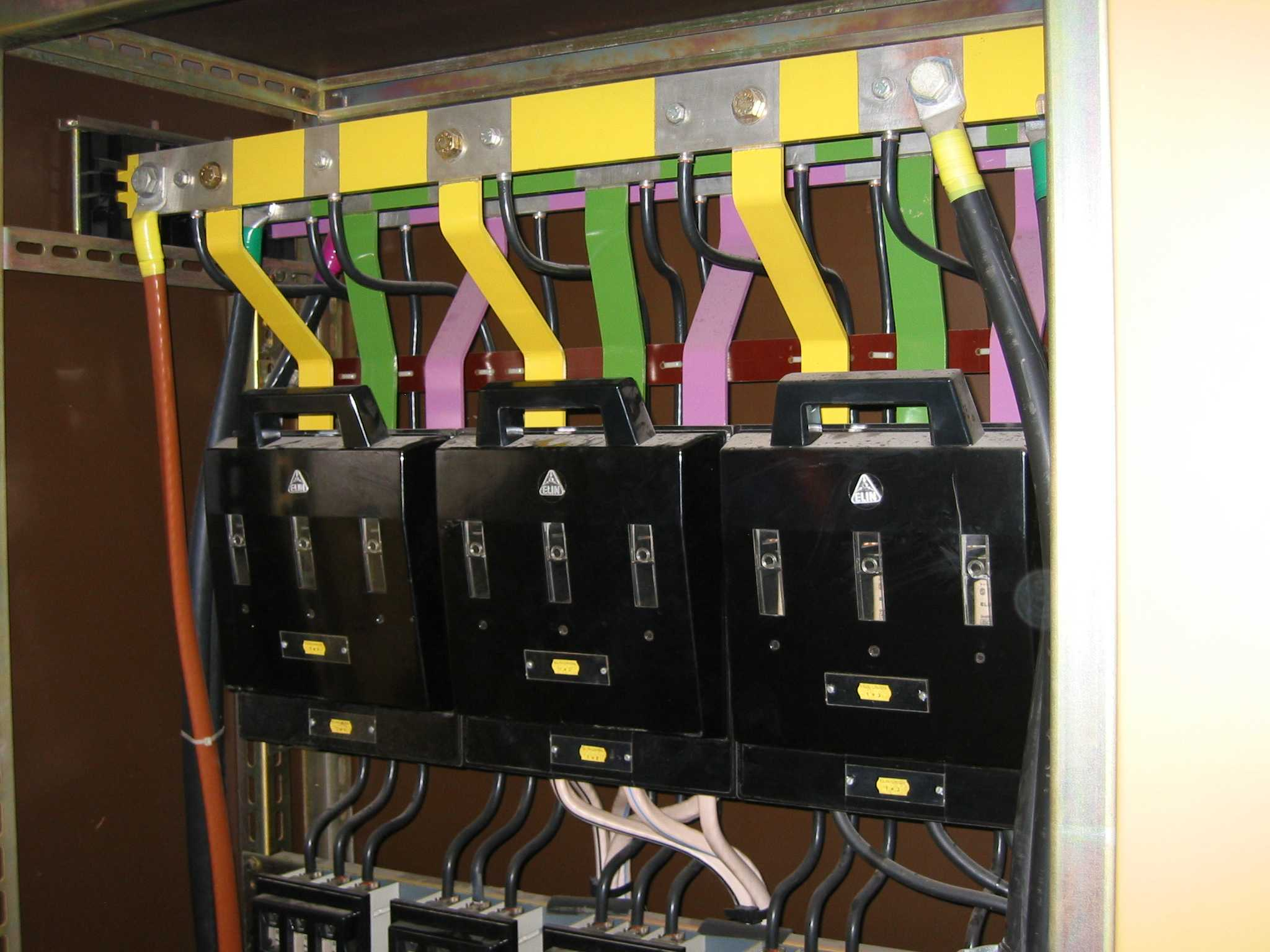
Hauptverteilung mit farbigen Stromschienen in der elektrischen Anlage einer Trafostation

Die Niederspannungshauptverteilung (NSHV) ist die erste Verteilung nach dem Transformator der Trafostation, in Energieflussrichtung gesehen, in einem Wohngebiet oder Industriebetrieb. Die Hauptverteilung befindet sich oft in unmittelbarer Nähe der Trafostation oder selbst darin. Die Hauptverteilung versorgt mehrere Unterverteilungen, z. B. Wohnhäuser oder Gewerbebetriebe. In Industriebetrieben werden häufig mehrere Gebäudeteile oder Werkhallen von der NSHV versorgt.
Die Niederspannungshauptverteilung des Stromversorgers ist zu unterscheiden von der ersten Verteilung der Hauptleitung, die innerhalb eines Gebäudes den Hausanschlusskasten mit der Zähleranlage verbindet und die oft ebenfalls als Hauptverteilung bezeichnet wird, offiziell aber Niederspannungsunterverteilung heißt.

## Niederspannungs-Unterverteilung
Die Niederspannungsunterverteilung (NSUV oder NUV) ist nach dem Hausanschlusskasten oder einer Zähleranschlusssäule die erste Aufteilungsstelle im Gebäude und befindet sich in der Regel im Keller oder im Hausanschlussraum. In der Unterverteilung sind heute in der Regel auch die Stromzähler und gegebenenfalls Rundsteuerempfänger eingebaut. Die Größe der Unterverteilungen (Zählerplatz) sind nach DIN 18012, DIN 18013 (Hausanschlussnischen) sowie der VDE-AR-N 4101 (Ausführung) geregelt, dabei ist in Wohnhäusern die Anzahl der Zähler von Bedeutung.
Für Wohnungsunterverteiler müssen nach der DIN 18015-2 mindestens 4-reihige Unterverteilungen vorgesehen werden; bei Einraumwohnungen sind auch 3-reihige Unterverteiler zulässig.
Stromversorgungssysteme müssen bei Neuinstallationen gemäß der TAB 2007 sowie der DIN 18015-1 als Strahlennetze ausgeführt werden. Die Querschnittsfläche der Wohnungszuleitung richtet sich sowohl nach dem Anhang A der DIN 18015-1 als auch nach Material, Spannungsfall und Strombelastbarkeit (Mindeststrombelastbarkeit 63A), was in Wohngebäuden bei einer Unterputzverlegung einem Mindestquerschnitt von 16 mm² entspricht.
Zusätzlich zu beachten sind die Anwendungsrichtlinie 4101 VDE-AR-N 4101, in der unter anderem die räumliche Anordnung des Verteilers festgelegt ist. In kleinen Gebäuden (Einfamilienhäuser) ist die Unterverteilung häufig die einzige Verteilung, wobei bei Vorhandensein mehrerer Stockwerke/Ebenen (z. B. Keller, Erdgeschoss, Obergeschoss) eine Errichtung von Stromkreisverteilern je Etage vorgeschrieben ist (DIN 18015-2). Unterverteilungen können weitere NSUV einspeisen. In größeren Gebäuden und Industriebetrieben sind in der Regel zusätzliche Unterverteilungen und Gruppenverteilungen vorhanden.

## Gruppenverteilung
Gruppenverteilungen, auch Niederspannungsgruppenverteilung (NSGV) oder Stromkreisverteiler, Wohnungsverteiler und Installationskleinverteiler genannt, dienen in erster Linie zur dezentralen Versorgung von Endstromkreisen und die daran angeschlossenen Verbrauchsmittel oder Steckdosen. Gruppenverteilungen speisen somit keine weiteren ortsfesten Elektroverteiler.
Die Versorgung einer Gruppenverteilung erfolgt über einen Verteilungsstromkreis der eine Unterverteilung mit dem Gruppenverteiler  verbindet. (In der Regel Dreiphasenwechselstrom mit einer Mindeststrombelastbarkeit von 63A, was einer Querschnittsfläche von 16 mm² entspricht)
In einer Gruppenverteilung befinden sich hauptsächlich die Sicherungen beziehungsweise die Leitungsschutzschalter, die die Endstromkreise vor Überlast und Kurzschluss schützen.
Zur Anwendung kommen sie zum Beispiel in Mietshäusern (Wohnungsanlage). Hier ist in jeder Wohnung ein separater Wohnungsverteiler vorzusehen.

## Ausführung

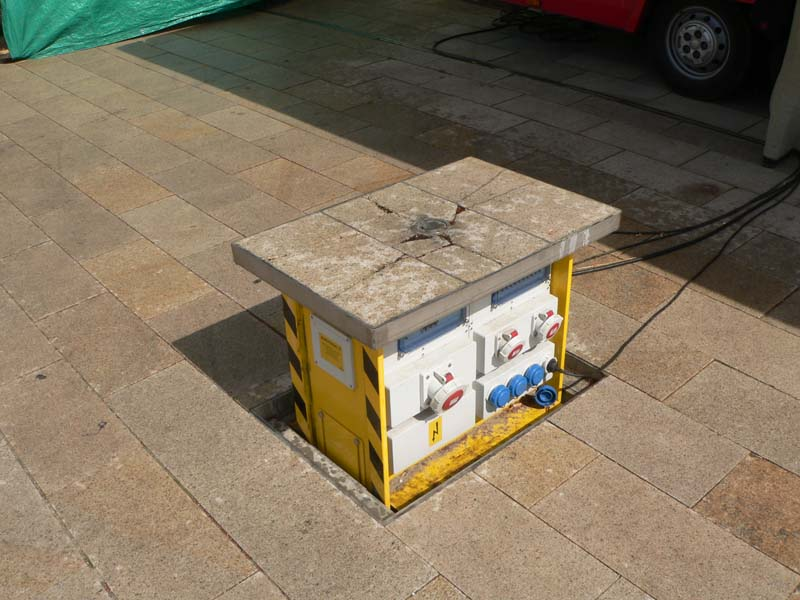
Versenkbarer Verteiler für Plätze (z. B. Marktstände)

Verteiler gibt es in verschiedenen Ausführungen. Je nach Einsatzzweck und -ort können Verteilergehäuse aus lackiertem Stahlblech, Aluminium, Edelstahl oder Isolierstoffgehäuse, in Aufputz- oder Unterputzausführung, mit und ohne Fenster und mit bestimmter Schutzart eingesetzt werden beziehungsweise erforderlich sein.